# Karl Sundman

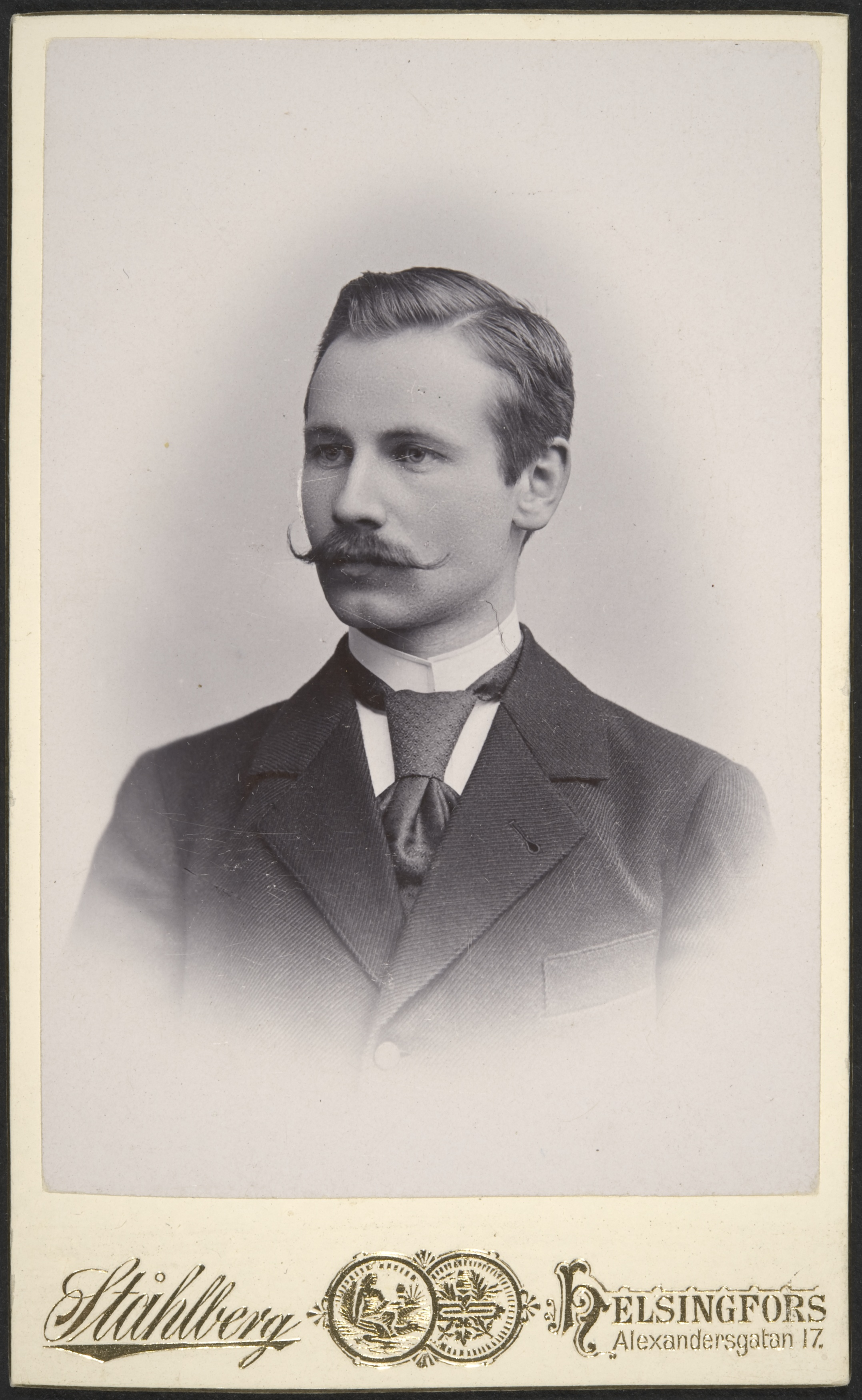
Karl F. Sundman (1903)

Karl Frithiof Sundman (* 28. Oktober 1873 in Kaskinen; † 28. September 1949 in Helsinki) war ein finnischer Mathematiker und Astronom.

## Leben
Sundman studierte ab 1893 in Helsinki Astronomie und war gleichzeitig 1894 bis 1897 Assistent an der Sternwarte Pulkowo. 1901 wurde er in Helsinki promoviert und begann dort zu lehren, ab 1907 als außerordentlicher Professor und ab 1918 als ordentlicher Professor und Direktor der Sternwarte. 1941 ging er in den Ruhestand.
Bekannt wurde er durch seine Lösung des Dreikörperproblems (1909). Unter der Annahme, dass der Drehimpuls anfangs nicht verschwindet, konnte Sundman als erster eine analytische Lösung des Dreikörperproblems in Form einer konvergenten Potenzreihe – der heute so bezeichneten Sundman-Reihe – angeben. Dies war zu der Zeit von Experten für unmöglich gehalten worden.
Er konstruierte auch eine spezielle Rechenmaschine für Störungsrechnungen in der Astronomie (1915).
Nach ihm sind der Asteroid (1424) Sundmania und der Mondkrater Sundman benannt.